# Kramarka (osada)
Kramarka (niem. Kramarka, 1938–1945 Krammen) – osada w Polsce położona w województwie warmińsko-mazurskim, w powiecie olsztyńskim, w gminie Biskupiec.
W latach 1975–1998 miejscowość należała administracyjnie do województwa olsztyńskiego. Osada znajduje się w historycznym regionie Warmia.